# Florentino Neto
Florentino Alves Veras Neto (Buriti dos Lopes, 5 de outubro de 1969) é um servidor público e político brasileiro filado ao Partido dos Trabalhadores (PT).

## Carreira política
Começou sua carreira política concorrendo a vice-prefeito de Parnaíba nas eleições municipais de 2008. Nas eleições estaduais de 2010 ele tentou concorrer a uma vaga como deputado estadual, mas não foi eleito, ficando na suplência.
Foi eleito prefeito de Parnaíba com 46,91% dos votos, nas eleições municipais de 2012. Porém em 2016, não conseguiu se reeleger para prefeito.
Nas eleições estaduais do Piauí em 2022 foi eleito deputado federal para a Câmara dos Deputados (57° legislatura) com 105.739 votos.